# 307th Bomb Wing

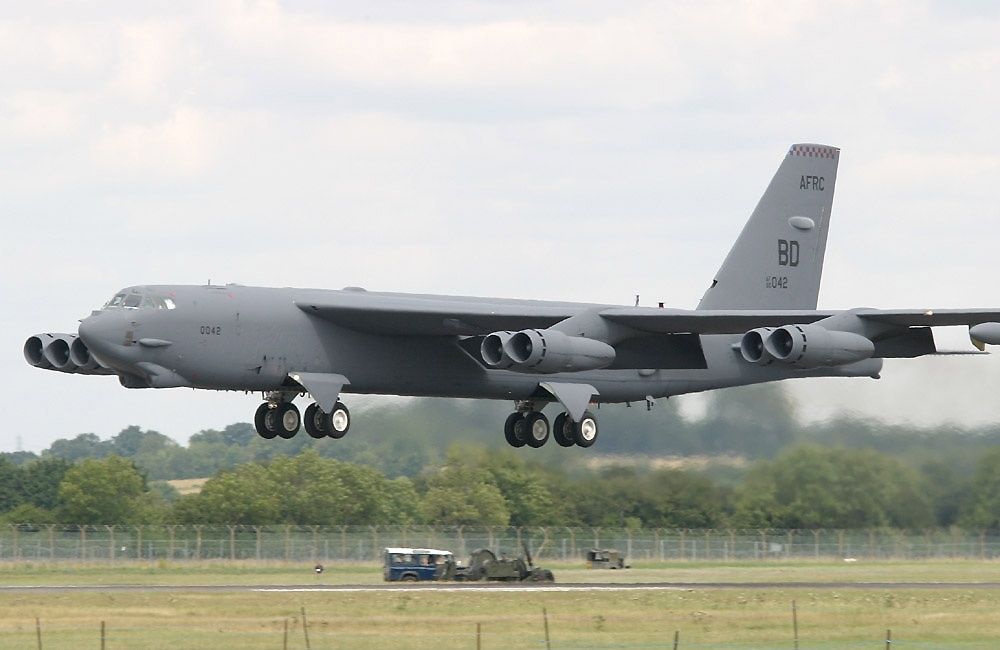
B-52H del 343rd BS

Il 307th Bomb Wing è uno stormo da bombardamento dell'Air Force Reserve Command, inquadrato nella Tenth Air Force. Il suo quartier generale è situato presso la Barksdale Air Force Base, in Louisiana.

## Organizzazione
Attualmente, al maggio 2017, esso controlla
- 307th Operations  Group
  - 307th Operations Support Squadron
  -  93rd Bomb Squadron (Formal Training Unit) - Equipaggiato con 9 B-52H
All'unità è associato il 11th Bomb Squadron, 2nd Bomb Wing
  -  343rd Bomb Squadron - Equipaggiato con 9 B-52H
- 489th Bomb Group, distaccato presso la Dyess Air Force Base, Texas e associato al 7th Bomb Wing
  -  345th Bomb Squadron, unità associata al 9th BS, 7th BW
  - 489th Maintenance Squadron
  - 489th Medical Squadron
- 307th Maintenance Group
  - 307th Aircraft Maintenance Squadron
  - 707th Aircraft Maintenance Squadron
  - 307th Maintenance  Squadron
  - 307th Maintenance Operations Flight
- 307th Mission Support Group
  - 307th Civil Engineer Squadron
  - 307th Force Support Squadron
  - 307th Logistics Readiness Squadron
  - 307th Security Forces Squadron
- 307th Wing Staff